# Вишняков, Алексей Семёнович
Алексе́й Семёнович Вишняко́в (5 (17) января 1859 — 11 февраля 1919 года) — русский предприниматель, финансист, общественный деятель, меценат. Действительный статский советник (1914).

## Биография
Выходец из старого купеческого рода города Кашин Тверской губернии (род записан в именитое московское купечество в 1762 году). В 1878 году окончил Поливановскую гимназию, поступил на юридический факультет Императорского Московского университета. В 1883 году, окончив три курса, вынужден был «вследствие болезни по предписанию врачей прикончить… занятия в университете».
Являлся совладельцем (на паевой основе) золотоканительной фабрики Алексеевых (впоследствии — завод «Электропровод»), также владел несколькими доходными домами. Сделал успешную финансовую карьеру, являясь с 1892 года председателем правления Московского купеческого общества взаимного кредита. Активно участвовал в политической жизни Москвы — депутат Московской городской думы, с 1896 года — гласный. По-видимому, владел доходными домами.
Наибольшую известность Алексей Семёнович приобрёл, как организатор и бессменный председатель созданного в 1897 году Московского общества распространения коммерческого образования — некоммерческой организации московских промышленников и предпринимателей, ставившей основной своей целью содействие развитию системы экономического образования в России. Под руководством Вишнякова Общество открыло в Москве ряд учебных заведений, в частности:
- 19 торговых классов (с 1898 по 1914 годы);
- Мужское коммерческое училище имени цесаревича Алексея (1901, имя цесаревича присвоено в 1904);
- Женское коммерческое училище (1903);
- Коммерческий институт (до 1906 — коммерческие курсы, затем — Высшие коммерческие курсы, с 1907 — институт) и т. д.

Все учебные заведения содержались на пожертвования членов Общества и людей, поддерживающих его деятельность, а также на средства, взимаемые в качестве платы за обучение.
Таким образом, возглавляя Общество вплоть до его роспуска в 1918 году, Вишняков фактически стал основателем Московского коммерческого института (ныне РЭУ им. Г. В. Плеханова) — первого российского вуза экономического профиля. С момента создания института в 1906 году, Вишняков возглавлял Попечительный совет М. К. И., лично вносил крупные пожертвования в пользу вуза и принимал самое деятельное участие в управлении институтом. 

Самым известным представителем этой семьи был Алексей Семёнович, много потрудившийся по делу распространения коммерческого образования. <…> Он организовал Общество распространения коммерческого образования, и это общество вполне оправдало и свою цель, и своё наименование.
Были созданы сначала бухгалтерские курсы, потом коммерческое училище для мальчиков и для девочек и, наконец, Коммерческий институт. Этот институт я окончил, и вспоминаю о нём с большим удовольствием.
При институте был ряд лабораторий и других вспомогательных учреждений. Всё это было сооружено на собранные средства, в чём Алексей Семёнович был весьма искусен; институтом он очень интересовался, был председателем попечительского Совета, бывал там каждый вечер и любил принимать студентов, но делал это с большим тактом, так как они хорошо уживались с директором института, профессором П. И. Новгородцевым. Все аудитории, классы и иные помещения были выстроены «имени такого-то», то есть или самого жертвователя или в его честь. Очень много было помещений «имени А. С. Вишнякова».— П. А. Бурышкин, Москва купеческая
Примечательно, что, не желая расставаться со своим детищем даже после смерти, Алексей Семёнович смог добиться разрешения быть похороненным в домовой церкви женского коммерческого училища (ныне ул. Зацепа, д. 41, к. 4), для чего под алтарной частью храма в 1914—1916 годах был сооружён склеп. Однако события 1917 года не позволили осуществить завещание мецената.
Скончался Алексей Семёнович Вишняков в Москве 11 февраля 1919 года в результате продолжительной болезни. Похоронен на старом кладбище Донского монастыря, в фамильном некрополе Вишняковых.

## Публикации
- Вишняков А. С. Особое мнение депутата Совета Московского купеческого общества взаимного кредита Алексея Семеновича Вишнякова по поводу доклада Совета чрезвычайному собранию г.г. членов Общества 1 октября 1892 г.. — М.: Университетская типография, 1892.